# Pierre Moukoko Mbonjo
Pierre Moukoko Mbonjo, né le 25 juillet 1954 à Bonabéri (Douala), est un homme politique camerounais.

## Études
Il est chanteur dans les années 80 sous le nom de peter Mukoko. Il a fait ses études à l'Université de Paris IV Sorbonne et à l'Institut d'études politiques de Paris.

## Fonctions

### Directeur de Cabinet
De 1996 à 2004, il est directeur du Cabinet du Premier Ministre Peter Mafany Musonge.

### Ministre de la communication
Il est ensuite nommé ministre de la Communication du 8 décembre 2004 au 22 septembre 2006 dans le gouvernement d'Ephraïm Inoni.

### Ministre des relations extérieures
Il est nommé ministre des relations extérieures le 9 décembre 2011« Cameroun : liste des nouveaux membres du gouvernement »(Archive.org • Wikiwix • Archive.is • Google • Que faire ?), sur afriquinfos.com, 10 décembre 2011 (consulté le 16 mars 2025) dans le deuxième gouvernement Philémon Yang jusqu'au 1er octobre 2015. Lejeune Mbella Mbella lui succède à ce poste.
Franc-maçon, il est Grand maître de la Grande Loge nationale (régulière) du Cameroun.